# 斷線環蛺蝶
斷線環蛺蝶（學名：Neptis soma），又名娑環蛺蝶、泰雅三線蝶、登立三線蝶、眉溪三線蝶、朴環蛺蝶、暗赭三線蛺蝶。是一種蛺蝶科的蝴蝶。分佈在南亞及東南亞.

## 描述

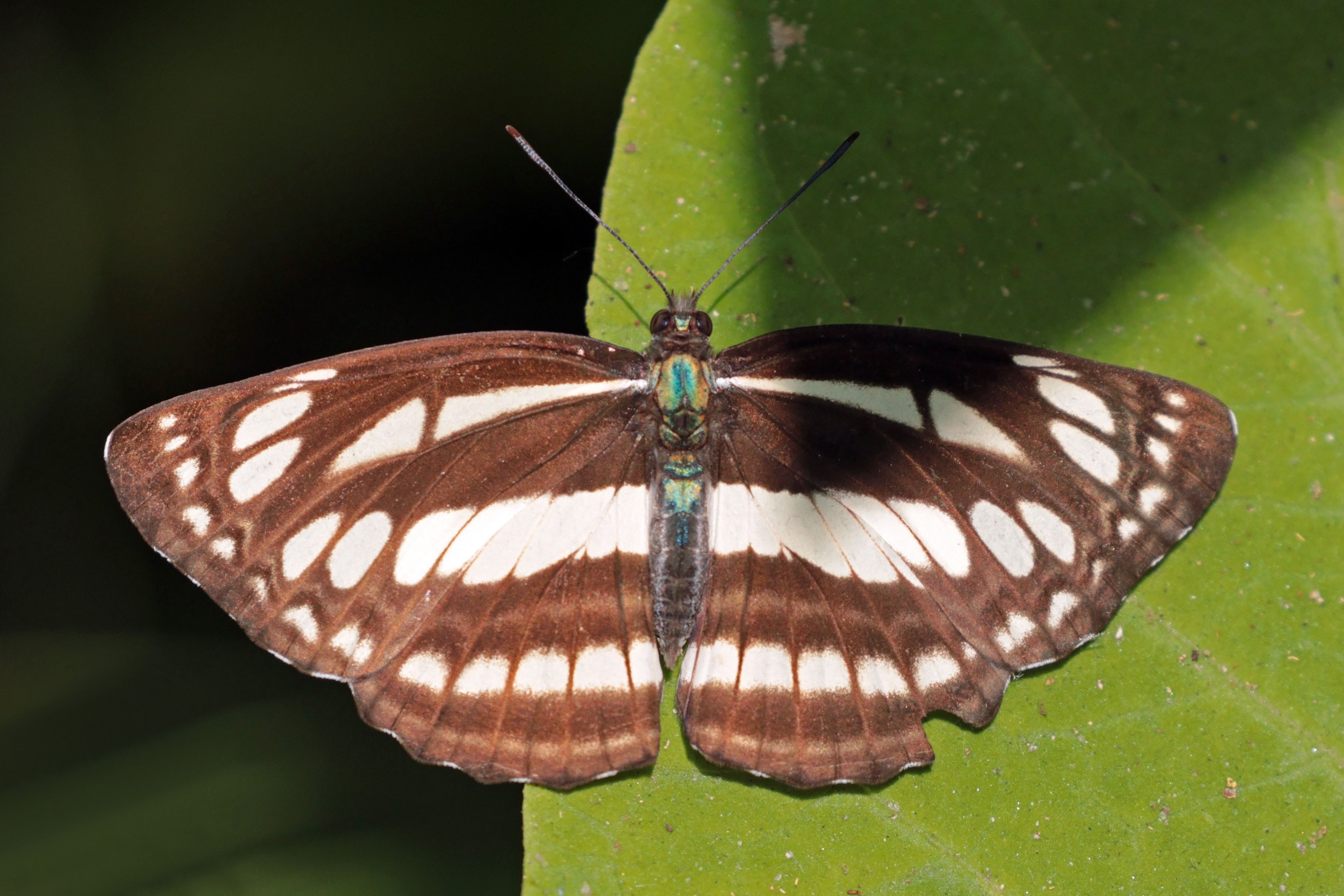
戈達瓦里國家植物園，尼泊爾

本種為中型蛺蝶，略具雌雄二型性。體背黑褐色，具金屬光澤，腹側白色。頭部黑褐，觸角末端膨大具溝槽，口器褐色，下唇鬚白色、背面黑褐。足為白色，末端帶褐色；雄蝶前足跗節癒合呈針狀並披毛，雌蝶則分節、有爪且無毛。
前翅長23-32 mm，寬大近三角形，後翅近扇形，外緣略呈鋸齒狀，翅脈末端稍突。翅背面底色黑褐，具鮮明白色斑紋與帶紋：
前翅中室具一截斷狀白條，外側有白色眉狀短紋；中央白斑作弧形排列，亞外緣有與外緣平行的白點列。
後翅具兩道白帶，內側直且寬，外側為白色斑點列；兩帶之間及亞外緣另有模糊細線，外側線常於M3脈兩側中斷。
翅腹面為暗褐色，白紋分布與背面相對應但更明顯，亞外緣具兩列白點組成的細帶，後翅基部另有兩道白色細條，後者常較模糊。
雄蝶後翅背面前緣有灰色至銀灰色性標；雌蝶無性標，外觀與雄蝶類似但白紋通常較明顯。緣毛為黑白相間。

## 分佈
分布於喜馬拉雅地區、印度、中南半島、馬來亞、華西至華南及臺灣；臺灣則有兩個亞種，ssp. tayalina 分布於本島低至中海拔地區，ssp. ominicola 產於馬祖。

## 棲地
主要棲息於常綠闊葉林，一年繁殖多代。成蝶會訪花，亦吸食腐敗物與水分；幼蟲寄主植物因亞種而異：
- N. s. tayalina：包含石朴、阿里山榆、櫸木、高梁泡、臺灣懸鉤子、大葉溲疏、阿里山清風藤、桶鉤藤、光果翼核木、水麻、水雞油等。
- N. s. ominicola：主要為雀梅藤與朴樹。[3]